# Edmond Préteceille
Edmond Préteceille est un sociologue français, directeur de recherche émérite du CNRS à l’Observatoire sociologique du changement. Il est l'auteur de nombreuses contributions importantes à la sociologie de la ville et de l'urbanisme. Il est notamment spécialiste de la ségrégation sociale,.

## Carrière
Après des études secondaires au lycée Chaptal, il étudie en classes préparatoires scientifiques au lycée Louis-le-Grand (1962-1964). Il entre à l'École polytechnique en 1964, où le cours d’architecture d’Auguste Arsac suscite assez son intérêt pour les questions d’architecture et d’urbanisme pour qu’il intègre les Beaux-Arts en architecture dans l’atelier de Georges Dengler.
Il entre en 1967 comme chargé d’études au Service Technique Central d’Architecture et d’Urbanisme du Ministère de l’Équipement.
Rejoignant le Centre de Sociologie Urbaine (CSU) en 1970, il y participe avec Christian Topalov, Suzanna Magri et d’autres au développement de l’école française de sociologie urbaine marxiste qui connaît une audience croissante, tant en France que sur le plan international, puis s’étiole. Il est nommé chargé de recherche au CNRS en 1978 dans le cadre du plan d’intégration des hors-statuts, le CSU rejoignant ensuite l’Institut de Recherche sur les Sociétés Contemporaines (IRESCO). Il est directeur du CSU de 1988 à 1991, et directeur de l’IRESCO avec Erika Apfelbaum de 1990 à 1994.
Il enseigne parallèlement pendant de longues années à l’Université de Paris 8, à Vincennes puis à Saint-Denis, à l’Institut Français d’Urbanisme et au Département de Sociologie. Il enseigne ensuite à partir de 2001 la sociologie urbaine à Sciences Po et rejoint l’équipe de recherche de l’Observatoire sociologique du changement en 2003, équipe.
Le développement des moyens de publication scientifiques a également été un investissement important de sa carrière. En France, il a participé à la naissance de la revue Espaces et Sociétés dont il a été membre du comité de rédaction de 1970 à 1979 puis de 1986 à 1994. Il a créé en 1990 avec Alain Degenne la revue Sociétés Contemporaines dont il a été co-directeur jusqu’en 2008. A l’international, il a été parmi les membres fondateurs en 1977 de l’International Journal of Urban and Regional Research, membre de son comité de rédaction pendant vingt ans puis membre de l’advisory board. Il est membre du comité de rédaction de City, Culture and Society et de Dados.

## Ouvrages
- La ségrégation urbaine. Paris, La Découverte, collection Repères. 2016 (avec M. Oberti).
- La ségrégation sociale dans les grandes villes. Paris: La Documentation Française. 1992.
- State restructuring and local power. A comparative perspective. London : Pinter Publishers. 1991 (avec C. Pickvance, edit.).
- Restruturação urbana: Tendéncias e desafios. São Paulo: Nobel. 1990. (avec L. Valladares, edit.).
- Ségrégation urbaine. Classes sociales et équipements collectifs en région parisienne. Paris: Éditions Anthropos. 1986. (avec M. Pinçon-Charlot et P. Rendu).
- Capitalism, Consumption and Needs. Oxford : Basil Blackwell. 1985. (avec J.-P. Terrail).
- Besoins et mode de production. Paris : Éditions Sociales. 1977. (avec M. Decaillot et J.-P. Terrail).
- Jeux, Modèles et Simulations. Critique des jeux urbains. Paris : Mouton. 1974.
- La production des grands ensembles. Paris : Mouton. 1973.